# 山近記念総合病院
山近記念総合病院（やまちかきねんそうごうびょういん）とは、神奈川県小田原市に所在する総合病院である。神奈川県西部地域の第2次救急指定病院。同一敷地内にある山近記念クリニックについても記載する。

## 沿革
- 1956年 山近外科胃腸科医院として開設
- 1960年 山近病院に名称変更
- 1962年 医療法人尽誠会認可[2]
- 1996年 山近記念総合病院に名称変更

## 医療機関指定
- 救急告示指定病院
- 二次救急医療輪番病院
- 日本医療機能評価機構認定病院
- 日本外科学会認定医制度修練施設認定施設
- 日本外科学会専門医制度修練施設認定施設
- 日本消化器外科学会専門医修練施設認定施設
- 日本超音波学医学会専門医制度認定施設
- 日本脳神経外科学会専門医認定制度指定訓練場所
- 日本がん治療認定医機構認定研修施設
- 神奈川県特定不妊治療費助成指定医療機関
- 日本整形外科学会専門医制度研修施設
- 臨床研修指定病院
- 日本リウマチ学会教育認定施設
- 日本麻酔科学会認定 麻酔科認定病院
- 神奈川県災害協力病院

## 診療科
- 内科
- 外科
- 循環器内科
- 整形外科
- 麻酔科
- 脳神経外科
- 産婦人科
- 眼科
- 耳鼻咽喉科
- 皮膚科（休診中）
- 泌尿器科
- 形成外科
- リハビリテーション科

## 交通アクセス
- 国府津駅、小田原駅から、箱根登山バス小田原駅・国府津駅行 「天理教前」バス停下車すぐ